# دوري الدرجة الرابعة السعودي
بطولة المملكة العربية السعودية لأندية الدرجة الرابعة تعتبر مسابقة لأندية الدرجة الرابعة في كرة القدم أبطال المناطق في السعودية (الدوري السعودي لأندية الدرجة الرابعة) خامس بطولة تقام بنظام ومسمى الدوري في كرة القدم السعودية بعد دوري المحترفين السعودي ودوري الدرجة الأولى ودوري الدرجة الثانية ودوري الدرجة الثالثة، وتقام البطولة من دورين بين أندية المناطق، ويشرف عليها الاتحاد السعودي لكرة القدم، تقسم الفرق إلى مجموعات بحسب مناطقها ويتأهل عدد ما يحدد حسب عدد الأندية في المنطقة إلى دور الـ 32، تصعد الأندية الواصلة إلى المربع الذهبي (نصف النهائي) إلى الدوري السعودي لأندية الدرجة الثالثة.

## تغيير مسمى البطولة
استحدث مجلس إدارة اتحاد كرة القدم دورياً جديداً باسم دوري الدرجة الثالثة، مكوناً من 32 فريقاً، ومقسماً إلى أربع مجموعات مناطقياً، اعتباراً من الموسم القادم 2021- 2022.
وأخيراً على صعيد المسابقات المحلية التابعة لاتحاد كرة القدم السعودي، فقد أعلن الاتحاد تغيير دوري المناطق إلى دوري الدرجة الرابعة.

## السجل الذهبي لأبطال الدوري السعودي للدرجة الرابعة
| الموسم    | الفائز      | الوصيف  |
| --------- | ----------- | ------- |
| 1997–98   | الحزم       | العربي  |
| 1998–99   | أبها        | الخلود  |
| 1999–2000 | نادي العيون | الجبلين |
| 2000–01   | العدالة     | الفيصلي |
| 2001–02   | العربي      | التهامي |
| 2002–03   | الوطني      | ضمك     |
| 2003–04   | الأخدود     | التهامي |
| 2004–05   | جدة         | الغوطة  |
| 2005–06   | النور       | العيون  |
| 2006–07   | حطين        | الدرعية |
| 2007–08   | القيصومة    | الباطن  |
| 2008–09   | نجد         | العربي  |
| 2009–10   | التقدم      | العيون  |

## 2017-2010   2025-2021
| الموسم  | الفائز       | الوصيف   | المركز الثالث | المركز الرابع |
| ------- | ------------ | -------- | ------------- | ------------- |
| 2010–11 | الصفا        | العين    | الترجي        | السلام        |
| 2011–12 | التهامي      | المجزل   | القلعة        | وج            |
| 2012–13 | النجوم       | الزلفي   | الأخدود       | الشرق         |
| 2013–14 | المزاحمية    | الساحل   | وج            | العدالة       |
| 2014–15 | الجبلين      | القيصومة | الوشم         | القلعة        |
| 2015–16 | العين        | الصقور   | جدة           | الثقبة        |
| 2016–17 | الخلود       | الحجاز   | التقدم        | الجبيل        |
| 22-2021 | الخالدي      | التسامح  |               |               |
| 23-2022 | الهدى        | منيف     |               |               |
| 24-2023 | النخل        | الهداية  |               |               |
| 25-2024 | النجم الأزرق | القارة   |               |               |

موسم
17_2018
البطل الاخدود
موسم
18_2019
البطل الصفا

## موسم 2011م / 1432–1433 هـ
تمكن نادي الصفا (السعودية) من التتويج بلقب البطولة والصعود لدوري الدرجة الثانية للمرة الأولى في تاريخه

## موسم 1433–1434 هـ
في موسم 1433–1434 وصل لدورة الصعود (دور الـ 8) الأندية التالية:
1. نادي مارد الرياضي من الأسياح
2. نادي عفيف الرياضي من عفيف
3. نادي الإنطلاق الرياضي من الجوف
4. نادي السروات الرياضي من النماص
5. نادي الشرق الرياضي من الدلم
6. نادي الأخدود الرياضي من نجران
7. نادي الزلفي الرياضي من الزلفي
8. نادي النجوم الرياضي من الأحساء

## موسم 2024-25
حقق نادي النجم الأزرق لقب دوري الدرجة الرابعة بفوزه على نادي القارة بنتيجة 3-1، وبذلك صعد إلى دوري الدرجة الثالثة السعودي.

## وصلات خارجية
- الاتحاد السعودي لكرة القدم